# إد بيري (لاعب كرة قدم أمريكية)
إد بيري (بالإنجليزية: Ed Perry)‏ هو لاعب كرة قدم أمريكية أمريكي، ولد في 1 سبتمبر 1974 في ريتشموند في الولايات المتحدة.